# Кордильєра-де-Мерида
Кордильєра-де-Мерида (ісп. Cordillera de Mérida) — гірський масив або ряд гірських хребтів в північній Венесуелі, продовження Кордильєри-Орієнталь, одного з гірських ланцюгів, на які розпадаються Анди на півночі. Хребти масиву тагнуться з південного заходу на північний схід уздовж кордону Венесуели з Колумбією та Венесуельського Прибережного хребта. Від решти гір Кордильєри-Орієнталь масив відділяє депресія Тачира, на кордоні між двома країнами.
Масив знаходиться на території штатів Тачира, Мерида, Барінас, Трухільйо, Португеса і Лара. Південно-східні схили належать до басейну річки Оріноко, тоді як північно-західні — до басейну озера Маракайбо. На півночі починається річка Кохедес і розташоване місто Баркісімето.
В центрі масиву розташоаване місто Мерида, оточене двома хребтами масиву, Сьєрра-де-ла-Кулата на півночі і Сьєрра-Невада-де-Мерида на півдні. Найвища вершина масиву, Піко-Болівар (4 981 м), також є найвищою вершиною Венесуели.
Більша частина хребтів вкрита гірськими лісами Венесуельських Анд, хоча на висотах понад 3 100 метрів, що розташовані вище за лінію лісу, розташовані ділянки парамо, так звані парамо Кордильєри-де-Мерида. На території масиву є Національний парк Сьєрра-Невада.
8°40′ пн. ш. 71°00′ зх. д. / 8.667° пн. ш. 71.000° зх. д.
| Венесуела | Це незавершена стаття з географії Венесуели. Ви можете допомогти проєкту, виправивши або дописавши її. |